# Gaston Bonet-Maury
Pour les articles homonymes, voir Bonet et Maury.
Amy Gaston Charles Auguste Bonet Maury, né le 2 janvier 1842 à Paris, et mort le 23 juin 1919 dans la même ville, est un pasteur protestant et professeur de théologie français.

## Biographie
Gaston Bonet, dit Bonet-Maury est le fils du général catholique Frédéric Bonet et d'une mère protestante, Julie Chabrier. Il reçoit une éducation religieuse luthérienne. Il fait ses études au lycée Henri-IV et envisage une carrière militaire, mais sa rencontre avec Athanase Coquerel le décide à entreprendre des études de théologie qu'il fait à l'université de Genève. Il obtient son baccalauréat universitaire à la faculté de théologie protestante de Strasbourg en 1867, puis est nommé pasteur de l'Église wallonne de Dordrecht (1867-1872). Il est ensuite pasteur de l'Église réformée de France, à Beauvais (1872-1876), puis à Saint-Denis (1877-1879). Il poursuit ses études de théologie et soutient une thèse de licence en 1878, à la faculté de théologie protestante de Paris, où il est nommé chargé du cours d'histoire ecclésiastique en 1879 par Jules Ferry, ministre de l'Instruction publique et des Beaux-Arts, sans consultation des consistoires. Il soutient sa thèse de doctorat en 1881 et est nommé professeur titulaire de la chaire d'histoire la même année (1881-1912). Il est docteur ès lettres en 1889. Il est bibliothécaire et sous-directeur du Musée pédagogique de Paris (1885-1890).
Il est membre de la délégation française au Parlement des religions à Chicago en 1893 et au Congrès des religions d’Oxford en 1908.
Sa cérémonie d'enterrement se déroule au temple protestant de l'Oratoire du Louvre, le 22 juin 1919, puis il est inhumé au cimetière du Père-Lachaise.

### Vie personnelle
Il épouse Marie Louise Isabelle Maury. Ils sont les parents de Georges Bonet-Maury (1870-1930), grand officier de la Légion d'honneur, qui fait une carrière de secrétaire général de la présidence du Sénat.

## Distinctions
- 1888 : prix Langlois pour la traduction de L’Empereur Akbar : un chapitre de l’histoire de l’Inde au XVIe siècle, par Frédéric-Auguste de Nore[4]
- 1895 : chevalier de la Légion d'honneur[5]
- 1908-1919 : correspondant de l'Académie des sciences morales et politiques (section morale et sociologie)[2]

## Publications
- Quaeritur e quibus nederlandicis fontibus hauserit scriptor libri cui titulus est De Imitatione Christi (1384-1464), Paris, Sandoz et Fischbacher, 1878 (thèse de licence)
- G. A. Burger et les origines anglaises de la ballade littéraire en Allemagne, Paris, Hachette et Cie, 1889 (thèse de doctorat)
- Le Parlement des religions à Chicago (11-27 septembre 1893), Paris, Leroux, 1894, 36 p.
- Dieu dans l'histoire, Paris, J. André, 1895, 20 p.
- Histoire de la liberté de conscience en France : depuis l'édit de Nantes jusqu'à juillet 1870, Paris, F. Alcan, 1900, 263 p.
- France christianisme et civilisation, Paris, Hachette et Cie, 1907, 312 p.
- L'unité morale des religions, Paris, F. Alcan, 1913, 220 p.